# Hayashi Yohei
Yohei Hayashi (林 容平 (Lâm Dung-Bình) Hayashi Yōhei, sinh ngày 16 tháng 7 năm 1989) là một cầu thủ bóng đá người Nhật Bản thi đấu cho Oita Trinita.

## Thống kê câu lạc bộ
Cập nhật đến ngày 23 tháng 2 năm 2017.
| Thành tích câu lạc bộ | Thành tích câu lạc bộ | Thành tích câu lạc bộ | Giải vô địch | Giải vô địch | Cúp                   | Cúp                   | Cúp Liên đoàn | Cúp Liên đoàn | Châu lục | Châu lục  | Tổng cộng | Tổng cộng |
| Mùa giải              | Câu lạc bộ            | Giải vô địch          | Số trận      | Bàn thắng    | Số trận               | Bàn thắng             | Số trận       | Bàn thắng     | Số trận  | Bàn thắng | Số trận   | Bàn thắng |
| Nhật Bản              | Nhật Bản              | Nhật Bản              | Giải vô địch | Giải vô địch | Cúp Hoàng đế Nhật Bản | Cúp Hoàng đế Nhật Bản | J. League Cup | J. League Cup | Châu Á   | Châu Á    | Tổng cộng | Tổng cộng |
| --------------------- | --------------------- | --------------------- | ------------ | ------------ | --------------------- | --------------------- | ------------- | ------------- | -------- | --------- | --------- | --------- |
| 2012                  | FC Tokyo              | J1 League             | 1            | 0            | 0                     | 0                     | 0             | 0             | 2        | 0         | 3         | 0         |
| 2013                  | FC Tokyo              | J1 League             | 3            | 0            | 2                     | 1                     | 1             | 0             | -        | -         | 6         | 1         |
| 2014                  | Fagiano Okayama       | J2 League             | 15           | 1            | 1                     | 1                     | -             | -             | -        | -         | 16        | 2         |
| 2014                  | Oita Trinita          | J2 League             | 20           | 7            | -                     | -                     | -             | -             | -        | -         | 20        | 7         |
| 2015                  | FC Tokyo              | J1 League             | 11           | 0            | 1                     | 0                     | 5             | 2             | -        | -         | 17        | 2         |
| 2016                  | FC Tokyo              | J1 League             | 0            | 0            | 1                     | 0                     | 0             | 0             | 0        | 0         | 1         | 0         |
| 2016                  | U-23 FC Tokyo         | J3 League             | 20           | 7            | –                     | –                     | –             | –             | –        | –         | 20        | 7         |
| 2017                  | Oita Trinita          | J2 League             | 14           | 1            | 0                     | 0                     | –             | –             | –        | –         | 20        | 7         |
| 2018                  | Oita Trinita          | J2 League             |              |              |                       |                       | –             | –             |          |           |           |           |
| Tổng                  | Tổng                  | Tổng                  | 84           | 16           | 5                     | 2                     | 6             | 2             | 2        | 0         | 97        | 20        |